# La Chapelle-sur-Oudon
La Chapelle-sur-Oudon is een plaats en voormalige gemeente in het Franse departement Maine-et-Loire in de regio Pays de la Loire. De plaats maakt deel uit van het arrondissement Segré.

## Geschiedenis
Op 15 december 2016 werd de gemeente met de overige 14 gemeenten, die voordat op 22 maart 2015 het kanton Segré werd uitgebreid het kanton vormden, samengevoegd in de commune nouvelle Segré-en-Anjou Bleu.

## Geografie
De oppervlakte van La Chapelle-sur-Oudon bedraagt 12,6 km², de bevolkingsdichtheid is 38,3 inwoners per km².
De onderstaande kaart toont de ligging van La Chapelle-sur-Oudon met de belangrijkste infrastructuur en aangrenzende gemeenten.

## Demografie
Onderstaande figuur toont het verloop van het inwonertal.